# 添馬站
添馬站（曾經稱為天馬站）是港鐵一個暫時擱置興建的重型鐵路地下鐵路站，暫定不早於2046年前動工興建，位於香港港島中西區的金鐘添馬，金鐘站以北，屬於將軍澳綫及東涌綫的轉車站。該站以北的地區目前是中環灣仔填海區的一部份；以南的地區是政府總部及立法會綜合大樓，亦是未來該站的主要客源，屆時此站亦將會成為港鐵將軍澳綫第一個位於中西區的車站。
然而，因考慮到施工難度，港鐵及政府當局於2021年曾另研方案，包括只把將軍澳綫延伸至會展站，取消興建本站及銅鑼灣北站，亦不會把東涌綫向東延伸。因此本站最終會否落實興建仍存有變數。

## 歷史與概述
按照計劃，本站應該與政府總部同期興建。早於2001年兩鐵競投沙中綫時，當局已計劃於添馬艦設站。然而，自美國發生九一一袭击事件後，香港政府擔心將政府總部建在鐵路站之上，使恐怖份子有機可乘；加上地產商不時推波助瀾，要求香港政府將土地拍賣作為商業用途，使該地段的發展一直未決定，直接影響本站及北港島綫的興建工程。2003年9月，九鐵更改沙中綫的走線，以保安理由取消添馬站，改建金鐘東站連接地鐵金鐘站。2006年，香港政府落實添馬艦發展工程，而新的政府總部於2011年落成啟用，惟當時北港島綫仍然未定下興建時間表。
2007年9月，地鐵有限公司，一度因為新的政府總部設計沒有配合添馬站的發展，而向城市規劃委員會反對有關設計，不過最後撤回反對。
2013年2月21日，路政署展開《我們未來的鐵路》第二階段公眾諮詢，提出北港島綫的建議，包括兩個方案，分別為「換綫」方案及「交匯」方案。
- 如果採用「換線」方案：
  - 港島綫會一分為二。
  - 東涌綫的列車當到達香港站後，會繼續向東行，經本站、會展站、銅鑼灣北站連接炮台山站伸延至柴灣站。
  - 當將軍澳綫的列車到達北角站後連接至天后站伸延至堅尼地城站；
- 如果採用「交匯」方案：
  - 當東涌綫的列車到達香港站後，會繼續向東行，到達本站為終點站，並設置轉車站，與將軍澳綫轉乘。
  - 將軍澳綫將由北角站延長至銅鑼灣北站、會展站，並到達本站為終點站，與東涌綫轉乘。

結果根據《鐵路發展策略2014》，北港島綫將採用交匯方案，添馬站將成為東涌綫及將軍澳綫的轉車站和終點站。屆時，本站將會成為將軍澳綫首個位於中西區的車站。

## 車站結構
添馬站為一個地下車站，設有兩個島式月台，月台以上設有車站大堂。添馬站的路軌位於大約-10mPD的水平位置。
添馬站兩層的月台於站前將會交叉道岔供將軍澳綫及東涌綫進行站內折返，並會配合香港站以東的機場鐵路掉頭隧道延展段，設置一座綜合通風大樓。

## 車站出口
本站的出口或會類似會展站的出口設計方案，車站設有兩個出口，一個通往中信大廈、政府總部及立法會綜合大樓，另一個出口則通往香港演藝學院、香港藝術中心及電訊大廈。

## 外部連結
- 香港鐵路大典上的相关条目：添馬站